# Richard Weinberger
Richard Weinberger (ur. 7 czerwca 1990 w Moose Jaw) – kanadyjski pływak, brązowy medalista igrzysk olimpijskich.
W dotychczasowej karierze największym sukcesem Weinbergera jest wywalczenie brązowego medalu podczas igrzysk olimpijskich w 2012 roku w Londynie na dystansie 10 km na otwartym akwenie. Kanadyjczyk ukończył wyścig z czasem 1:50:00.3, za drugim Thomasem Lurzem i zwycięzcą Oussamą Melloulim.